# Sertularia australis
Sertularia australis är en nässeldjursart som först beskrevs av Gustav Heinrich Kirchenpauer 1864.  Sertularia australis ingår i släktet Sertularia och familjen Sertulariidae. Inga underarter finns listade i Catalogue of Life.